# Rafael Tolói
Rafael Tolói (født d. 10. oktober 1990) er en brasiliansk-italiensk professionel fodboldspiller som spiller som for Serie A-klubben Atalanta og Italiens landshold.

## Klubkarriere

### Goiás
Tolói begyndte sin karriere hos Goiás Esporte Clube, hvor han gjorde sin førsteholdsdebut i 2009.

### São Paulo
Tolói skiftede i juli 2012 til São Paulo.

#### Leje til Roma
Tolói blev i januar 2014 lejet til AS Roma hvor resten af 2013-14 sæsonen. Som del af aftalen var en købsoption, men denne option blev ikke taget.

### Atalanta
Tolói skiftede i august 2015 til Atalanta på en fast aftale. Han har siden skiftet været fast mand på førsteholdet. Efter at Papu Gómez forlod klubben i sommeren 2020, blev Tolói klubbens nye anfører. 

## Landsholdskarriere

### Ungdomslandshold
Tolói spillede i 2009 for Brasiliens U/20-landshold.

### Seniorlandshold
Efter at have opfyldt reglerne for at skifte nationalitet, blev det i marts 2021 offentliggjort at Tolói ville skifte til til Italiens landshold. Han debuterede for Italiens landshold den 31. marts 2021.
Han var del af Italiens trup som vandt europamesterskabet i 2020.

## Titler
Goiás
- Campeonato Goiano: 2 (2009, 2012)

São Paulo
- Copa Sudamericana: 1 (2012)

Italien
- Europamesterskabet: 1 (2020)